# ルーカス・プラド
ルーカス・プラド （Lucas Prado、1985年5月27日 - ）はブラジルのマットグロッソ州出身の陸上競技選手。2003年に視力の90パーセントを失った。2008年には北京パラリンピックに参加し100mT11、200mT11、400mT11、4x100mリレーT11-T13に出場、リレー以外の3種目すべて予選を含めて1位になり金メダルを獲得し、三冠を達成、そのうち100mT11と200mT11で世界記録を打ち立てた。彼は大会中、レンズの部分に国旗を描いたメガネをかけて種目に出場していた。